# Symbol (film)
Symbol (in Giapponese: しんぼる, Pronuncia: Shinboru) è un film del 2009 scritto e diretto da Hitoshi Matsumoto, il quale fa anche parte del cast, interpretando uno dei protagonisti. Dal carattere molto surreale, l'opera è stata candidata al Asian Film Festival per il premio di Miglior Attore e Migliori effetti speciali.
Il film è stato accolto negativamente dalla critica giapponese, nonostante questo ha riscosso un discreto successo nell'occidente, seppure non sia stato mai commercializzato fuori dal suo paese di origine.

## Trama
Il film narra simultaneamente di due storie, all'apparenza completamente distaccate.
La prima storia è ambientata in Messico e segue gli ultimi istanti di un anziano Luchador chiamato "Escargot Man" (in Italiano: Uomo Lumaca) e della sua famiglia, in particolare di suo figlio Antonino, prima di affrontare, insieme al suo compagno di lotta "L'Águila de Plata" (Aquila d'argento), due sfidanti che, all'apparenza, sembrano essere molto più giovani e forti di loro. Il tutto mette una forte pressione nel cuore del combattente che, anche se non lo dichiara mai esplicitamente, sembra mostrare molta preoccupazione e teme fortemente di non rivedere più suo figlio dopo l'incontro che potrebbe essergli fatale.
La seconda storia, dai toni molto più comici della prima, narra di un uomo Giapponese con un pigiama a pois colorati (interpretato dallo stesso Matsumoto) che si risveglia dentro una stanza completamente bianca, senza porte e finestre. L'unica luce sembra provenire dal soffitto, il quale però è situato talmente in alto che sfugge addirittura dal campo visivo. L'uomo, inizialmente molto disorientato, inizia a esplorare la stanza e, in breve, scopre che i muri sono ricoperti da centinaia di sessi appartenenti a dei putti e, premendo su di essi come se fossero bottoni, sono in grado di far apparire nella stanza oggetti di vario genere, apparentemente in maniera completamente casuale. Questa storia, seppur raccontata in simultanea e quindi continuamente interrotta da spezzoni della storia del Luchador, rappresenta il fulcro centrale del film e, per la sua lunghezza, è divisa in tre atti:
- Apprendimento
- Pratica
- Futuro

Nella prima prima parte, l'uomo riesce a far apparire nella stanza dei vari oggetti, dei quali però non riesce a comprendere l'utilità: sono quasi tutti giocattoli o giochi da tavolo come il Jenga o Twister, oppure oggetti di uso quotidiano ma di poco conto come spazzolini o vasi di creta. Non sapendo cosa fare, il protagonista inizia ad utilizzare ciò che ha a sua disposizione per svagarsi e cercare di non pensare a questa situazione.
Nel mentre, il Luchador, inizia il viaggio con un'amica, un'eccentrica suora cattolica, per raggiungere il ring nel quale avrà luogo l'evento. La preoccupazione dell'uomo diventa sempre più palpabile mentre, il figlio, non vede l'ora di uscire da scuola per andare a vedere il combattimento del padre.
Dopo poco tempo, l'uomo nella stanza diventa sempre meno paziente ed inizia a sperimentare sempre di più le possibilità del luogo in cui si trova. Inizia a premere ripetutamente su uno dei peni nel muro, facendo apparire nella stanza moltissime bacchette cinesi, ottenendo come risultato solo l'ilarità dei putti che iniziano così a prendersi gioco di lui.
Stremato e affamato, riesce a far apparire nella stanza del sushi e, grazie a questo avvenimento, inizia a capire che la stanza sia, in qualche modo, in grado di ascoltare i suoi desideri e i suoi bisogni ma che, comunque, lui non sia in grado di controllare nulla. Per testare questa teoria, l'uomo cerca di far apparire della salsa di soia, chiedendola ad alta voce alla stanza, ma riesce ad ottenere solo moltissimo altro sushi e, solo dopo aver finito di mangiare, riceve ironicamente proprio la salsa di soia.
Comprendendo che, effettivamente, la stanza è in grado di ascoltarlo, inizia a cercare una possibile via d'uscita e, dopo aver premuto per errore un pene situato sul pavimento, si accorge che, alle sue spalle, si apre temporaneamente un enorme passaggio segreto situato nel lato opposto della stanza che sembra condurre ad una porta, unica apparente via d'uscita. Nonostante i continui sforzi di raggiungere il passaggio a piedi, si accorge di non avere in alcun modo il tempo sufficiente per raggiungerlo prima che quest'ultimo si richiuda.
Nel mentre, Antonino esce di scuola e, accompagnato dal nonno, raggiunge il luogo dove avverrà il combattimento di suo padre che, nel mentre, rincontra il suo compagno di lotta, rimanendo però scioccato nel vedere che altri Luchador sono praticamente in fin di vita a causa delle percosse subite durante i vari match.
Dopo aver tentato invano di mantenere il passaggio aperto mediante l'utilizzo di svariati oggetti e folli strategie, l'uomo fa apparire, per errore, una fune appesa al soffitto e anch'essa, come il passaggio nel muro, rimane nella stanza per un periodo di tempo limitato. Notando questo, il protagonista pensa che l'unico modo per uscire dalla stanza sia quello di utilizzare una determinata combinazione di oggetti tra i tanti inutili che sono apparsi. Cerca quindi di utilizzare la corda per dondolarsi e ottenere quindi lo slancio necessario per raggiungere la porta prima che il passaggio si chiuda. Il suo piano sembra funzionare ma, in poco tempo, si accorge che la porta sia chiusa a chiave. Premendo, per errore un altro pene, riesce a fare apparire nella stanza una chiave e, riprovando la stessa strategia, si accorge che la porta è anche chiusa da un lucchetto con un codice.
Nuovamente, l'uomo riesce a far apparire nella stanza un essere umano: Un indigeno Surma con il numero "794" scritto sulla fronte che, dopo aver fissato brevemente il protagonista, corre e sparisce attraverso un muro. L'uomo rieffettua tutta la sua strategia da capo e, questa volta, riesce finalmente ad aprire la porta, mentre alle sue spalle il passaggio si chiude. Dopo un momento di euforia, però, si accorge di essere impossibilitato a passare attraverso la porta, perché lo spazio ridotto in cui si trova adesso, impedisce al suo corpo di proseguire. Stremato dalla situazione, l'uomo inizia a piangere e si siede a terra, in quel piccolissimo spazio in cui è segregato, terminando così il primo atto.
Nel mentre Antonino, insieme a suo nonno, trovano posto nella platea del ring. Entrano in scena gli sfidanti del padre, accolti con un forte applauso dal pubblico e, dopo di che, entrano in gioco anche Escargot Man e L'Águila de Plata, che però sono accolti con meno entusiasmo.
Da questo momento, anche la seconda storia è narrata con un tono più serio. L'uomo continua a disperarsi mentre gli tornano alla mente dei flashback che, però, non riguardano eventi avvenuti prima del suo (apparente) rapimento ma sono ricordi di momenti avvenuti all'interno della stanza stessa: mentre il film raccontava la storia del Luchador, infatti, l'uomo utilizzò i vari oggetti apparsi nella stanza ed iniziò a giocare con i giocattoli come se fosse un bambino. Questa nuova condizione gli fa pensare quanto, effettivamente, la situazione precedente non fosse effettivamente male e che, nonostante fosse bloccato in quattro mura, lì aveva tutto quello di cui avesse bisogno. Toccando un muro laterale, si accorge di un ulteriore passaggio nascosto e, dopo aver spostato una porta scorrevole, si ritrova dinanzi ad un lunghissimo corridoio che sembra sospeso nel vuoto ed inizia a percorrerlo.
Intanto il combattimento ha inizio e L'Águila de Plata è il primo a fronteggiare i due sfidanti, con esito però molto negativo. Dopo essersi arreso, il Luchador è costretto a lasciare il posto al suo compagno, che scorge il figlio che fa il tifo per lui tra il pubblico. Il combattente attende l'inizio dell'incontro con l'animo colmo di paura.
Nel frattempo, l'uomo finisce di percorrere il corridoio e si ritrova in una stanza identica alla precedente, con le pareti però completamente nere e, invece dei putti, questa volta i muri sono pieni di angeli. Il protagonista si guarda intorno, per poi vedere altri sessi sporgere dal muro, si avvicina ad uno di essi premendolo e, in quell'esatto momento, il collo del protagonista della prima storia si allunga a dismisura in un modo estremamente surreale e grottesco, colpendo in testa uno degli sfidanti che cade a terra, perdendo i sensi. Ogni volta che l'uomo nella stanza preme su un pene, la testa del Luchador compie degli scatti, colpendo chiunque gli capiti a tiro, coronando una scena confusa ma dai tratti estremamente comici.
In breve, l'uomo si accorge che, ogni volta che preme un sesso nella stanza, qualcosa nel mondo accade. In America, il capo di una Band Rock ispirata ai Kiss inizia a sputare fuoco dalla bocca. In Russia, durante uno show di magia, un mago fallisce il proprio numero. In Cina, un uomo apparentemente depresso, solo e circondato dai cani, inizia ad abbaiare.
Dopo essersi reso conto di tutto ciò, il protagonista inizia a scalare il muro, utilizzando i sessi per arrampicarsi, mentre nel mondo avvengono eventi non rilevanti (animali che inciampano, orsi che afferrano pesci al volo) e rilevanti (Incidenti stradali, guerre, palazzi che cadono) e di natura sia negativa (bombe che esplodono, carri armati che fanno fuoco) che positiva (fuochi d'artificio e bambini che vengono al mondo).
Mentre scala l'altissimo muro, la barba dell'uomo cresce a dismisura e il suo pigiama si sbiadisce fino a diventare completamente bianco. Dopo aver raggiunto la cima, il protagonista si ritrova in una terza stanza, sempre di colore nero. Dietro di lui appare una mappa della Terra e, davanti a lui, un enorme fallo maschile. Termina così il secondo atto.
L'ultimo atto è il più breve (dura solo pochi secondi) e mostra l'uomo che, lentamente si avvicina al pene con l'intento di premerlo. Il film si conclude lasciando allo spettatore l'interpretazione di cosa sia accaduto.

## Produzione
Matsumoto ha scritto, diretto e interpretato l'opera (l'uomo nella stanza era lui) e, per la poca presenza di dialoghi, il film è stato spesso associato ad altri film a tema surreale come Aragami o a Cube di Vincenzo Natali.